# Kumakwane
Kumakwane es una ciudad situada en el Distrito de Kweneng, Botsuana. Se encuentra a 25 km al oeste de Gaborone. Tiene una población de 5.545 habitantes, según el censo de 2011.